# Anpan
Anpan (餡パン) er en japansk bolle med fyld af rød bønnepasta. Det er især populært blandt børn som pausesnack.
An (anko) står for pastaen, der er lavet af adzukibønner. Pan kommer af det portugisiske ord pão og betyder brød.
Den populære mangafigur Anpanman, der optræder i serier for mindre børn, har et hoved af anpan, som han deler ud af til alle, der er sultne. Når hans hoved er spist, bliver der bagt et nyt og sat på det gamles plads.